# Résolution 333 du Conseil de sécurité des Nations unies
Membres permanents
- Chine
- États-Unis
- France
- Royaume-Uni
- URSS

Membres non permanents
- Australie
- Autriche
- Guinée
- Indonésie
- Inde
- Kenya
- Panama
- Pérou
- Soudan
- Yougoslavie

Résolution no 332 Résolution no 334
La résolution 333 du Conseil de sécurité des Nations unies est adoptée à 12 voix contre zéro lors de la 1 716e séance du Conseil de sécurité des Nations unies le 22 mai 1973, après avoir réitéré des déclarations antérieures et admis que les mesures précédentes n'avaient pas encore permis de mettre fin au « régime illégal en Rhodésie du Sud », le Conseil a condamné l'Afrique du Sud et le Portugal pour leur manque de coopération dans la mise en œuvre des sanctions et a demandé que des mesures soient prises d'urgence pour les appliquer. Le Conseil a ensuite demandé que les États disposant d'une législation autorisant l'importation en provenance de Rhodésie l'abrogent immédiatement et a invité les États à adopter et à appliquer une législation contre toute personne qui tente d'échapper à une violation des sanctions en
(a) Importation et marchandises de Rhodésie du Sud ;
(b) Exportant des marchandises vers la Rhodésie du Sud ;
(c) En fournissant des moyens de transport de marchandises à destination et en provenance de la Rhodésie du Sud ;
(d) En facilitant toute transaction ou tout commerce qui pourrait permettre à la Rhodésie du Sud de s'acquitter de ses obligations ;
(e) Continuer à traiter avec des clients en Afrique du Sud, en Angola, au Mozambique, en Guinée-Bissau et en Namibie après avoir appris que les clients réexportent les marchandises ou des éléments de celles-ci vers la Rhodésie du Sud, ou que les marchandises reçues de ces clients sont d'origine de Rhodésie du Sud
La résolution demande ensuite aux États d'exiger des reçus très spécifiques pour les marchandises livrées à l'une des nations énumérées à l'alinéa e afin de s'assurer qu'elles n'ont pas été revendues en Rhodésie et demande aux États d'interdire à leurs compagnies d'assurance de garantir tout ce qui est destiné à la Rhodésie.
La résolution 333 a été adoptée par 12 voix contre zéro; la France, le Royaume-Uni et les États-Unis se sont abstenus.

### Sources
- (en) Cet article est partiellement ou en totalité issu de l’article de Wikipédia en anglais intitulé « United Nations Security Council Resolution 333 » (voir la liste des auteurs).

### Texte
- Résolution 333 sur fr.wikisource.org
- Résolution 333 sur en.wikisource.org